# Area monetaria comune
L'Area monetaria comune (in inglese: Common Monetary Area - CMA) unisce il Sudafrica, il Lesotho e lo Swaziland in un'unione monetaria. È collegata alla Unione doganale dell'Africa meridionale (Southern African Customs Union - SACU). La Namibia ne divenne automaticamente membro dall'indipendenza, ma ne uscì con l'introduzione del dollaro namibiano nel 1993. La Namibia ha scelto di non proseguire la propria politica di tassi di cambio flessibili, agganciando il dollaro namibiano alla pari con il rand sudafricano; decisione per la quale non sussistono prospettive per un cambiamento. Lo stesso vale per il lilangeni dello Swaziland e per il loti lesothiano. Il rand circola infatti liberamente in questi paesi. I controlli sui tassi di cambio e la politica monetaria della CMA continuano a riflettere l'influenza della banca centrale sudafricana.
Tra i membri della SACU solamente il Botswana non fa parte al momento della CMA, avendo sostituito il rand con il pula nel 1976.
La CMA, entrata in vigore nel luglio 1986, derivava dalla Area monetaria del Rand (Rand Monetary Area - RMA), che era stata istituita nel dicembre 1974; i firmatari di quest'ultima erano Sudafrica, Lesotho e Swaziland. La CMA è stata poi sostituita dall'attuale Area monetaria multilaterale (Multilateral Monetary Area - MMA) dal febbraio 1992, quando la Namibia ha formalmente aderito all'unione monetaria.